# 羅喜徳
羅 喜徳（ナ・ヒドク、나희덕、1966年 - ）は、韓国の詩人。忠清南道論山市出身。

## 略歴
羅喜德は1966年に生まれた。忠清南道出身の詩人である。延世大学校の国語国文科を卒業して、朝鮮大学校で文芸創作学科の教授を歴任している。
1989年、『中央日報』の新春文芸に〈根っこへ〉が入選し、文壇にデビューした。現在は「詩の力」の同人として活動している。《緑色評論》の編集諮問委員である。

## 受賞歴
- 1989年、中央日報 の新春文芸
- 1998年、第17回金洙暎文学賞
- 2001年、第12回金達鎮文学賞
- 2001年、第9回今日の若い芸術賞文学部門
- 2003年、第48回現代文学賞
- 2005年、第17回怡山文学賞
- 2007年、第22回素月詩文学賞
- 2010年、第10回芝薫賞

## 主な作品
- 1991年、『뿌리에게』(根っこへ)[2]
- 1994年、『그 말이 잎을 물들였다』(その言葉が葉を染めた)
- 1997年、『그곳이 멀지 않다』(そこは遠くない)
- 2001年、『어두워진다는 것』(暗くなること)
- 2004年、『사라진 손바닥』(消え失せた手のひら)
- 2009年、『야생사과』(野生のリンゴ)
- 2014年、『말들이 돌아오는 시간』(馬たちが戻ってくる時間)